# Let Me Be
Let Me Be is een nummer van de Nederlandse rockband Intwine uit 2004. Het is de vierde en laatste single van hun titelloze debuutalbum.
"Let Me Be" is één van de ballads en kleinere liedjes op het album. Het nummer werd een bescheiden succesje in Nederland, met een 12e positie in de Tipparade.